# Magazzini del Sale (Cervia)
I Magazzini del Sale di Cervia, detti anche Magazzeni del Sale, sono un complesso di edifici in cui veniva stoccato il sale proveniente dalla vicina salina.
Sebbene in senso generale di magazzini del sale a Cervia ve ne fossero più di due, la denominazione di "Magazzini del Sale" viene solitamente riservata al complesso composto dai due edifici "gemelli" costruiti a cavallo tra il XVII secolo ed il XVIII secolo posti ortogonalmente l'uno all'altro, detti Magazzino Torre, a sud del canale, e Magazzino Darsena, a nord del canale.
Dato un percorso storico diverso e la gestione affidata ad enti diversi, i siti istituzionali non includono nella denominazione "Magazzini del Sale" il Magazzino ex-CRAL, detto anche Officine del Sale; si tratta di un ex magazzino del sale più piccolo e parallelo al Magazzino Torre, già presente nelle carte del 1711 ed oggi adibito a spazio teatrale e commerci.
Il Magazzino Torre ospita il MUSA - Museo del sale, incluso nell'Ecomuseo del sale e del mare di Cervia.

## Magazzino Torre
Per volere del conte Michele Angelo Maffei, il primo magazzino venne costruito tra il 1689 e il 1691, al fine di facilitare e snellire il carico del sale nei barconi, essere competitivi sul mercato e appetibili ai Governi esteri. Il complesso aveva fondazioni che poggiavano su tronchi di pino; tutti i muri avevano uno spessore alla base di 1,40 metri ed erano del tipo a scarpa. Poteva contenere al suo interno circa 100.000 quintali di sale.
L'edificio copriva una superficie di 1758 m² e comprendeva il magazzino vero e proprio suddiviso in sei campate (camere) trasversali da muri a tre arcate ciascuno, con l'arcata centrale alta 9,15 m e larga 6 m. Solo sul fronte canale aveva le aperture in numero di sei, tutte uguali, munite di robusto portone di rovere con doppia chiusura. Il secondo elemento, detto Gabinetto dei ministri, era costituito da un vano di 20 m², sede dei personaggi di fiducia del Tesoriere e luogo di controllo e custodia del sale. Vi si accedeva da una porta situata sul fianco di ponente. La terza struttura, costruita probabilmente qualche anno dopo il Magazzino, tra il 1692 e il 1697, era il corpo aggiunto al fianco del magazzino sul lato della Torre San Michele, chiamata anche Sala Rubicone, adibita a stalla, verso Cesenatico e a camera-alloggio per i bastasi (facchini del sale), lato canale.
Il quarto spazio era un'elegante costruzione sul lato ovest (già terminata nel 1703) che comprendeva (oltre al porticato) quattro botteghe, per fabbri e falegnami addetti alla manutenzione, e nel mezzanino, le otto camere di abitazione con finestre ovali. Nel 1875 fu demolito l’elemento porticato-botteghe-camere, che venne sostituito con l’ampliamento del Magazzino di altre due campate, aumentando la capienza di circa 130.000 quintali.
Col passare degli anni il fabbricato subì varie modifiche e restauri: da stalla a camera dei bastasi, a magazzino per il sale e poi adibito alla lavorazione e sofisticazione di sali speciali. Il magazzino Torre e il magazzino Darsena (vedi sotto) cessarono l'attività nel 1959. Da allora iniziò il loro decadimento. Nel 1976 il ministero dei Beni culturali Giovanni Spadolini decise di avviare un processo di salvaguardia e recupero dei due magazzini. Nel maggio 1982 iniziarono i lavori su entrambe le costruzioni. Il Comune le acquistò e proseguì negli anni seguenti i lavori di recupero.
Verso la fine degli anni '80 le tre sale che compongono il Magazzino Torre sono diventate sede della mostra permanente del Museo archeologico cervese e del Museo della civiltà salinara:
- Il primo (situato nelle due piccole sale adibite ad Antiquarium) custodisce i reperti preistorici, romani e medioevali trovati nel sottosuolo cervese o recuperati da Musei e privati;
- Il secondo (nella sala grande verso il Canale) conserva gli strumenti e gli attrezzi da lavoro utilizzati nelle vecchie saline a sistema cervese.[senza fonte]

## Magazzino Darsena
L’aumento di produzione annua del sale, l'esigenza di conservare ingenti scorte per soddisfare le forniture contrattuali anche nel caso di cattive stagioni, il difficile riempimento di tutto il volume del magazzino e la lontananza dei magazzini di Cervia vecchia (distanti 3 km) dal Porto, portò, verso la fine del 1709, la Camera Apostolica ad autorizzare la costruzione, per mano del nuovo tesoriere di Romagna, Matteo Conti, bolognese, di un secondo magazzino, che fu la copia esatta del primo, come struttura, dimensioni e tecnica costruttiva. L’unica differenza consisteva nell'allineamento ortogonale al canalone anziché parallelo e l’assenza di locali per i servizi integrativi. Il Magazzino Darsena nacque gemello del magazzino Torre con la stessa capacità teorica di 30 milioni di libbre finché quest’ultimo non fu ampliato. Creato con robuste fondazioni poggianti su tronchi di pino disposti in profondità, muri “a sacco” con cinque divisori a tre arcate che formano le sei campate; sei portoni nel prospetto principale, al centro del quale vi era il “Gabinetto dei Ministri”.
Prese il nome dalla darsena a fianco della quale fu costruito.
Nella costruzione, molto materiale edile proveniva dalla demolizione della Rocca di Cervia vecchia. Nel 1712 terminarono i lavori, che portarono ad un abbassamento dei tempi e un miglioramento dei noli dei trasporti marittimi. Nonostante ciò però non si evitò, in alcune annate, la formazione di grandi monti di sale all'aperto, per i quali erano state predisposte due aree: una a monte del magazzino e l'altra a valle.